# Braunsia smithii
Braunsia smithii är en stekelart som först beskrevs av Dalla Torre 1898.  Braunsia smithii ingår i släktet Braunsia och familjen bracksteklar. Inga underarter finns listade.